# Renán Irigoyen Rosado
Renán Irigoyen Rosado fue un periodista, investigador, ensayista y bibliófilo mexicano, nacido en 1914 y fallecido en 1994 en Mérida, Yucatán.

## Estudios y desempeño
Estudió preparatoria en la Universidad Nacional del Sureste. Se inició en el periodismo en el Diario del Sureste. Fue jefe de información y propaganda del gobierno del estado de Yucatán.
Colaboró en el área cultural del Centro de Seguridad Social del Instituto Mexicano del Seguro Social. Fue también el tesorero y, después, jefe del Departamento de Extensión Cultural y de Publicaciones, de la Universidad Autónoma de Yucatán

## Cronista de Mérida
Fue Cronista de la ciudad de Mérida y presidente honorario vitalicio de la Asociación Nacional de Cronistas de las Ciudades Mexicanas desde 1977.
En la segunda edición de la Enciclopedia Yucatanense colaboró con un importante ensayo sobre "la Economía de Yucatán anterior al auge henequenero". La enciclopedia ha sido recientemente digitalizada y el público cibernauta tiene ya acceso a ella.
Colaboró junto con otros escritores en la elaboración de la enciclopedia de Yucatán en el tiempo.
Siendo un intelectual destacado en Yucatán, acompañó por su tierra a escritores de otros países que visitaban Mérida; entre otros a Nicolás Guillén, Miguel Ángel Asturias entre otros y a destacados escritores mexicanos como Salvador Novo, Carlos Fuentes, José Revueltas, Octavio Paz.
Disfrutó de la amistad de otros escritores yucatecos de su época como Antonio Mediz Bolio quien fue su padrino de bodas, Clemente López Trujillo, Miguel Ángel Menéndez, Fernando Espejo Méndez, Juan Duch Colell, y artistas como el escultor Enrique Gottdiener.
Existe un fondo que lleva su nombre y que contiene parte de su obra en el Patronato Pro Historia Peninsular de Yucatán en la ciudad de Mérida, Yucatán.

## Obra
- Álbum monográfico del Parque de las Américas (1946):
- ¿Fue el auge del henequén producto de la Guerra de Castas? (1947)
- Los mayas y el henequén (1950):
- El comercio en Yucatán (1951)
- Reseña histórica de la Cámara Nacional de Comercio de Mérida (1958)
- El Palacio Municipal de Mérida (1959)
- Los antiguos carnavales de Mérida (1961)
- Vida y Obra de Oswaldo Baqueiro Anduze (1965)
- El comercio del henequén a través del tiempo (1966)
- Esencia del folklore en Yucatán (1968)
- Bajo el signo de Chaac (1970)
- Calendario de fiestas tradicionales de Yucatán (1968)
- Salvador Alvarado: extraordinariamente estadista de la Revolución (1973)
- Hamaca, media luna de sueño (1974)
- Ensayos Henequeneros (1975)
- Primeros impresos musicales de Yucatán (1975)
- Mérida: ciudad colonial (1977)
- Mérida retrospectiva (1977)
- Concursos de la Canción Yucateca (1977)
- Monumentos y rincones de Mérida (1977)
- Leyendas de Mérida (1978)
- Desarrollo cultural en Yucatán (1979)
- La constitución de Cádiz de 1812 y los Sanjuanistas de Mérida (1980)
- La influencia de Francia en el pensamiento filosófico de las letras y las artes de Yucatán (1981)
- Crónicas de Mérida
- Mérida una Semblanza ISBN 968-6160-59-0 (1990)
- Variaciones sobre temas meridanos ISBN 968-6160-79-5 (1991)
- Mérida y su Palacio de los Montejo

## Membresías y reconocimientos
- Miembro de la Sociedad Mexicana de Geografía y Estadística a partir de 1936.
- Fue miembro, en los 50, de la Sociedad Mexicana de Amigos del Teatro.
- Miembro de la Academia de Geografía e Historia de Guatemala desde 1981.
- Recibió las Medallas Yucatán y Eligio Ancona
- Fue socio fundador y presidente nacional de la Sociedad Mexicana de Cronistas, (1976-1977).
- En 1976 recibió el Premio Nacional Diego Arenas Guzmán conferido por el Club Primera Plana, como autor de uno de los tres mejores libros publicados en México durante 1975: Ensayos Henequeneros.
- Ganador del premio Diego Arenas Guzmán en 1975, de ensayo periodístico, entregado por el Club Primera Plana, por su obra Ensayos Henequeneros.
- En 1976 también fue enviado a España como investigador al Archivo de Indias.